# 1344
1344 (MCCCXLIV) a fost un an bisect al calendarului iulian, care a început într-o zi de sâmbătă.

## Evenimente
- 19 ianuarie: Regele Eduard al III-lea al Angliei organizează la Windsor o sărbătoare a Mesei rotunde.
- 26 martie: Portul Algeciras din Maroc este atacat și ocupat de către castilieni.
- 30 aprilie: Carol de Luxemburg întemeiază arhiepiscopia de Praga, independentă de cea de Mainz.
- 1 mai: Charles de Blois, pretendent la ducatul de Bretagne, ocupă Quimper.
- 16 iulie: Regele Pedro al IV-lea (cel Ceremonios) al Aragonului își impune dominația în insulele Baleare, după înlăturarea vărului său, Iacob al III-lea de Mallorca (totodată, conte de Roussillon și Cerdagne); cel din urmă se refugiază pe lângă vasalul său, contele de Foix.
- 28 octombrie: Smyrna (astăzi Izmir), aflată în stăpânirea sultanului turcoman de Aydin, este ocupată de către o ligă cruciată a orașelor italiene Veneția și Genova, sprijinită de cavalerii ospitalieri din Rhodos.
- 13 noiembrie: Luis de Cerda, conte de Clermont, este proclamat de către papa Clement al VI-lea ca rege al "Insulelor Fericite" (astăzi insulele Canare); ajuns în Canare cu două nave, este respins de către băștinași.
- 6 decembrie: Erik Magnusson, fiul cel mai vârstnic al regelui Magnus al IV-lea al Suediei, este impus ca moștenitor al tronului, deși la vremea respectivă Suedia era o monarhie electivă.
- 23 decembrie: Dogele Genovei, Simone Boccanegra, este destituit și se retrage la Pisa.

### Nedatate
- mai: Între Salonic și Serres are loc prima confruntare militară dintre turci și regele sârb Ștefan al IV-lea Dușan.
- Este întemeiat Tenochtitlan, capitala Imperiului aztec.
- Foamete în China.
- Regele Ioan I al Boemiei intră în conflict cu Polonia; regele Ludovic I de Anjou al Ungariei vine în sprijinul unchiului său, regele Cazimir al III-lea și împreună participă la asediul Cracoviei.
- Varșovia devine capitala Mazoviei.

## Arte, Știință, Literatură și Filozofie
- 21 noiembrie: Matthieu d'Arras începe construirea catedralei din Praga.

## Înscăunări
- 25 decembrie: Giovanni di Murta, doge al Genovei.
- Saifa-Arad, rege al Ethiopiei (1344-1372).

## Nașteri
- 9 februarie: Meinhard al III-lea, conte de Tirol și Gorizia (d. 1363)
- Azzo al X-lea d'Este, condottier italian (d. 1415)

## Decese
- 17 aprilie: Constantin al IV-lea, rege al Armeniei (n. ?)
- 11 iulie: Ulrich al III-lea, conte de Wurttemberg (n.c. 1286)
- 1 august: Simone Martini, pictor din Siena (n. 1284)
- 31 decembrie: Otto I de Pomerania (n. ?)

- Gersonides, rabin și matematician evreu din Franța (n. 1288)
- Paolino Minoritul, om de stat, cronicar și scriitor italian (n. ?)